# Cosa Nostra (film)
Pour les articles homonymes, voir Cosa Nostra (homonymie).
Pour plus de détails, voir Fiche technique et Distribution.
Cosa Nostra est un film de gangsters franco-italien de Terence Young sorti le 21 juillet 1972 en Irlande et le 7 décembre 1972 en France. Il est également connu sous les titres The Valachi Papers, Joe Valachi - I segreti di Cosa Nostra, Le Dossier Valachi. Il s'agit d'un film biographique sur la vie de Joe Valachi, qui a révélé à la justice l'existence de Cosa Nostra.

## Synopsis
Le film débute au pénitencier fédéral d'Atlanta, où un prisonnier vieillissant du nom de Joseph Valachi (Charles Bronson) est emprisonné pour trafic d'héroïne. Son patron Don Vito Genovese, parrain de la famille du crime du même nom, est aussi emprisonné là-bas. Genovese est certain que Valachi est un informateur et lui donne le baiser de la mort.
Valachi tue par erreur un codétenu qu'il pense à tort être à la solde de Genovese. Averti de l'erreur par des agents fédéraux, Valachi devient un informateur, le premier dans l'histoire de la mafia. Il raconte l'histoire de sa vie.
Le film retrace la vie de Valachi. Celle d'un jeune voyou qui devient un gangster associé à des boss comme Salvatore Maranzano (Joseph Wiseman). Reina dont Valachi est devenu le chauffeur se fait assassiner. Maranzano déclare en pleurant à son enterrement, « je ne peux pas ramener les morts. Je ne peux que tuer les vivants ». Valachi épouse la fille de Reina, Maria (Jill Ireland, la femme de Bronson dans la vraie vie).
Valachi, dans la mafia, est gêné par ses mauvaises relations avec son capo, Tony Bender (Guido Leontini). Par la suite, son ami Gap est castré par un gangster pour avoir eu des relations avec la femme de Vito Genovese.
Le chaos continue avec d'autres assassinats. Valachi témoigne devant un comité sénatorial. Par la suite, bouleversé d'avoir témoigné, il commet une tentative de suicide. Mais à la fin (selon les informations apparaissant en surimpression sur l'écran qui dit Après sept années passées en isolement, Joseph Valachi décéda de mort naturelle. Tout comme Vito Genovese... qui mourut six mois auparavant.) il survit à Genovese qui meurt aussi en prison.

## Fiche technique
- Titre : Cosa Nostra
- Réalisateur : Terence Young
- Scénario : Stephen Geller d'après le roman de Peter Maas paru en 1969
- Dialogues : Massimo De Rita, Arduino Maiuri
- Musique : Riz Ortolani, Armando Trovajoli
- Images : Aldo Tonti
- Montage : Johnny Dwyre, Monica Finzi
- Producteur : Dino De Laurentiis
- Décors : Boris Juraga, Ferdinando Ruffo
- Costumes : Giorgio Desideri, Ann Roth
- Maquillage : Giannetto De Rossi
- Coiffures : Mirella De Rossi
- Son : Franco Bassi, Roy Mangano
- Effets spéciaux : Eros Bacciucchi
- Durée : 125 minutes
- Genre : film de gangsters
- Pays de production :  Italie ;  France
- Langues : anglais, italien
- Dates de sortie :
  - Irlande : 21 juillet 1972
  - France : 7 décembre 1972[1]
  - Italie : 13 décembre 1972
- Classification :
  - France : Interdit aux moins de 12 ans lors de sa sortie en salles[2]

## Distribution
- Charles Bronson (VF : Edmond Bernard) : Joe Valachi
- Lino Ventura (VF : lui-même) : Vito Genovese
- Jill Ireland (VF : Béatrice Delfe) : Maria Reina Valachi
- Walter Chiari (VF : Jacques Richard) : Gap
- Joseph Wiseman : Salvatore Maranzano
- Gerald S. O'Loughlin (VF : Albert Augier) : Ryan
- Amedeo Nazzari : Gaetano Reina
- Fausto Tozzi (VF : Raymond Loyer) : Albert Anastasia
- Pupella Maggio (VF : Lita Recio) : Letizia Reina
- Angelo Infanti : Lucky Luciano
- Guido Leontini (VF : Jean Violette) : Tony Bender
- María Baxa : Donna
- Mario Pilar : Salerno
- Franco Borelli (VF : Bernard Tiphaine) : Buster
- Alessandro Sperli : Giuseppe "Joe the Boss" Masseria
- Natasha Chevelev : Jane
- Anthony Dawson : Federal Investigator
- Fred Valleca : Buck
- John Alarimo : Steven Ferrigno
- Steve Belloise : Winnie
- Giacomo De Michelis : Augie
- Arny Freeman (VF : Gérard Férat) : Warden
- Ron Gilbert : gardien de prison
- Frank Gio : Frank
- Syl Lamont : Commandant de Fort Monmouth
- Imelde Marani : Donna's lover
- Isabelle Marchall : Mary-Lou
- Jason McCallum : Donald, le fils de Valachi
- Franco Ressel
- Sabine Sun : Jane

## Box-office
- États-Unis : 17 106 087 $[3]
- France : 1 912 774 entrées[4]
  - dont 549 905 entrées à Paris[4]

## Production

### Distribution
Le producteur Dino de Laurentiis doit convaincre Charles Bronson de prendre le rôle de Joe Valachi. Il a été dit qu'il avait refusé le rôle deux fois avant de l'accepter car il se trouvait trop âgé pour jouer un rôle qui se déroulait de la fin de son adolescence jusqu'à sa soixantaine. Bronson a reçu un contrat pour trois films lui garantissant 1 million $ par film, plus un pourcentage sur les recettes.

### Tournage
Le film est tourné à New-York et dans les studios de De Laurentiis à Rome. Le tournage commence le 20 mars 1972. Le scénario du film est basé sur le livre The Valachi Papers de Peter Maas, qui est le récit autobiographique de Joe Valachi.
Il y a plusieurs anachronismes dans le film. Lors d'une poursuite d'autos qui a lieu à New York à la fin des années 1920, nous pouvons apercevoir le World Trade Center à l'arrière-plan (inauguré en 1972). Plus loin dans le film, Joe Valachi et sa bande roulent de nuit à l'intérieur d'une voiture des années 1930 tandis que les voitures garées et celles circulant à côté datent de la fin des années 1960 et début des années 1970. Ces anachronismes sont sans doute le fruit de restrictions budgétaires qui a empêché de couper la circulation routière dans les secteurs où le film était tourné et dans une moindre mesure de maladresses dans la réalisation (le plan sur le World Trade Center aurait pu être évité en changeant l'angle de la caméra qui filmait la chute de la voiture dans la rade de New York).